# 186 dni
186 dni – minialbum polskiego rapera Pelsona. Wydawnictwo ukazało się 6 czerwca 2014 roku nakładem własnym. 
Materiał został w całości wyprodukowany przez DJ-a Torta. Wśród gości na płycie znaleźli się Vienio, Włodi, Diox i Eldo. Natomiast scratche wykonał DJ. B.

## Lista utworów
Opracowano na podstawie materiału źródłowego.
| Nr | Tytuł utworu                            | Produkcja | Długość |
| -- | --------------------------------------- | --------- | ------- |
| 1. | „Wagary”                                | DJ Tort   | 3:51    |
| 2. | „Jak nigdy wcześniej”                   | DJ Tort   | 3:17    |
| 3. | „Raper powiedział”                      | DJ Tort   | 3:48    |
| 4. | „Ostatnio” (gościnnie: Vienio, Włodi)   | DJ Tort   | 4:19    |
| 5. | „Czuję do dziś” (gościnnie: Diox, Eldo) | DJ Tort   | 3:46    |
| 6. | „Lubię tam wracać”                      | DJ Tort   | 2:54    |
| 7. | „Porwane myśli”                         | DJ Tort   | 3:45    |
| 8. | „Outro”                                 | DJ Tort   | 3:12    |
|    |                                         |           | 28:52   |